# Chijol
Chijol är en ort i Mexiko.   Den ligger i kommunen Papantla och delstaten Veracruz, i den sydöstra delen av landet, 230 km nordost om huvudstaden Mexico City. Chijol ligger 155 meter över havet och antalet invånare är 370.
Terrängen runt Chijol är huvudsakligen platt, men västerut är den kuperad. Chijol ligger uppe på en höjd. Runt Chijol är det ganska tätbefolkat, med 179 invånare per kvadratkilometer. Närmaste större samhälle är Poza Rica de Hidalgo, 16,8 km sydväst om Chijol. Trakten runt Chijol består till största delen av jordbruksmark.